# Caspar Bartholin el Joven
Caspar Bartholin el Joven o  Caspar Bartholin Secundus (Copenhague, 10 de septiembre de 1655 - 11 de junio de 1738) fue un anatomista danés. Describió por primera vez las glándulas vestibulares mayores en el siglo XVIII.
Asimismo, criticó y descartó las afirmaciones del descubrimiento del clítoris, publicadas en el siglo XV por Matteo Realdo Colombo y Gabriele Falloppio, al afirmar que el clítoris ya era conocido por los anatomistas desde el siglo II a. C.

## Primeros años y educación
Bartholin nació en Copenhague, Dinamarca. Procedía de una familia eminente. Era nieto del teólogo y anatomista Caspar Bartholin el Viejo (1585-1629) e hijo del médico, matemático y teólogo Thomas Bartholin (1616-1680). Su tío fue el científico y médico Rasmus Bartholin (1625-1698).

## Carrera académica
Bartholin comenzó sus estudios de medicina en 1671, a la edad de 16 años. A partir de 1674, estudió en los Países Bajos, Francia e Italia. Cuando regresó a Dinamarca en 1677, fue nombrado profesor de filosofía natural en la Universidad de Copenhague. Al año siguiente obtuvo el título de médico y fue nombrado profesor titular de la Universidad de Copenhague. En 1677 describió las glándulas de bartholin que llevan su nombre. Fue rector de la Universidad de Copenhague entre 1687 y 1688.
En 1690 abandonó su carrera académica para convertirse en juez de la alta corte, llegando a ser procurador general en 1719 y diputado de Hacienda en 1724. Hacia 1696, el anatomista francés de origen danés Jacob B. Winslow (1669-1760) fue el prosector de Bartholin. Recibió la Orden de Dannebrog en 1729.

## Trabajos
- De tibiis veterum et earum antiquo usu, p. PP7, en Google Libros. Rome: B. Carrara, 1677 (Bartholin also wrote about music)
- De ovariis mulierum et generationis historia epistola anatomica, p. PA1, en Google Libros. Amsterdam: J. H. Wetstein, 1678